# Mumbles
Mumbles (en anglais) ou Y Mwmbwls (en gallois) est une communauté de la cité et comté de Swansea, au pays de Galles.

## Géographie
Mumbles est située à 7,5 km au sud-ouest du centre-ville de Swansea, sur la péninsule du même nom. Elle comprend les villages et quartiers de Blackpill (en), Mayals (en), Langland, Limeslade, Newton (en), Norton (cy), Oystermouth (en), Thistleboon et West Cross (en).

## Démographie
Au recensement de 2011, la communauté de Mumbles comptait 16 600 habitants.